# Hornovltavické pastviny
Hornovltavické pastviny jsou přírodní rezervace v okrese Prachatice. Nacházejí se na Šumavě (Boubínská hornatina), při jižním okraji obce Kubova Huť. Rezervace je součástí CHKO Šumava.
Důvodem ochrany jsou cenná minerotrofní rašeliniště s porosty krátkostébelných ostřic, komplexy mokřadů v okolí Kubohuťského potoka a prameniště, která tvoří spolu se sukcesními plochami složitou mozaikovitou strukturu s vysokou druhovou diverzitou ptačích společenstev. V 18. století zde kácením a vypalováním původního pralesa vznikly zemědělské plochy s kamennými snosy (dlouhé valy nebo zídky z kamenů na okrajích pozemků). Kamenné snosy se staly postupem času zvláštním biotopem – chybějí na nich půda a vegetace, a tak vytvářejí místní kamennou „poušť“, skuliny mezi kameny vyhledávají pavouci, brouci, malí obratlovci a plazi, především zmije obecná, ještěrka obecná a ještěrka živorodá. Od padesátých let 20. století se zde přestalo hospodařit, odvodňovací rýhy postupně zarostly rašeliníkem a pozemky se znovu zamokřily, s ukončením pastvy se zde uchytily dřeviny a tak v současnosti tvoří porost pozemků nejen jalovec obecný, borovice a smrk, ale i brusnice borůvka, jeřáb, bříza a javor.
V červnu 2006 byla v rezervaci otevřena naučná stezka, která má délku 850 m, začíná v centru Kubovy Huti a je zaměřena na přírodu a historii.